# Orientilla krombeini
Orientilla krombeini (лат.) — вид ос-немок рода Orientilla из подсемейства Dasylabrinae. Назван в честь американского энтомолога Карла Кромбейна (1912—2005).

## Распространение
Юго-Восточная Азия: Вьетнам.

## Описание
От близких видов отличаются следующими признаками (описаны по самкам и самцам ♂♀): боковые края головы сильно сходятся назад; длина латеральной войлочной линии стернита S2 0,4—0,6× расстояние между войлочной линией и задней полосой S2; голова и брюшко чёрное, грудь красная. Медиальное возвышение наличника образует субтреугольную область. Мезоплеврон равномерно выпуклый и без вертикального киля; пунктировка тела крупная плотная, тергит T2 продольно пунктирован. Метасомальный сегмент 1 петиолевидный. Вид был впервые описан в 1996 году Аркадием Лелеем, а его валидный статус подтверждён в ходе ревизии, проведённой в 2023 году японским энтомологом Juriya Okayasu (Университет Хоккайдо, Саппоро, Япония).